# Music for Black Pigeons
|  | Denne artikel er oprettet af botten Steenthbot ud fra en ekstern database. Den kan derfor have sproglige fejl eller mangler. Denne skabelon kan fjernes efter kontrol af indholdet. |

Music for Black Pigeons er en dansk dokumentarfilm fra 2022 instrueret af Andreas Koefoed og Jørgen Leth.

## Handling
Jørgen Leth og Andreas Koefoeds film søger ind til musikkens væsen og de kreative processer med den danske jazzmusiker og komponist Jakob Bro som omdrejningspunkt - sekunderet af nogle af vor tids mest indflydelsesrige jazzmusikere, heriblandt Bill Frisell, Lee Konitz, Palle Mikkelborg og Midori Takada. Men er det overhovedet muligt at sætte ord på musikkens væsen? Filmen handler om at være til stede i nuet, om at spille og improvisere, om at videreføre arven fra generationer af jazzpionerer. Filmholdet har fulgt Jakob Bro gennem 14 år og overværet hans musikalske møder med musikere på tværs af generationer og landegrænser. Gennem Bros kompositioner udforsker filmens karakterer musikkens rum og giver poetiske, livsbekræftende og humoristisk svar på i hvert fald nogle af de spørgsmål, der stilles.